# Boskovice (hrad)
Boskovice jsou zřícenina hradu nad stejnojmenným městem v okrese Blansko v Jihomoravském kraji. Nachází se na západním okraji Drahanské vrchoviny v nadmořské výšce 448 metrů. Hradský kopec se zříceninou je dominantou Boskovic a poskytuje výhled do okolní krajiny. Rozloha boskovického hradu zaujímá plochu 64 arů,[zdroj⁠?!] patří tak mezi největší hradní zříceniny na Moravě.[zdroj⁠?!] Od roku 1964 je zřícenina hradu Boskovice chráněna jako kulturní památka.

## Historie

### Založení hradu
Pověst o založení hradu Boskovice patří mezi nejstarší zachovalé pověsti ve zdejším kraji. Zaznamenal ji Bartoloměj Paprocký ve své knize Zrcadlo slavného Markrabství moravského vydané v roce 1593 v Brně.
Dle pověsti měl být zakladatelem hradu ptáčník Velen, ten u sebe pohostil a nechal přenocovat neznámého hosta, ve skutečnosti moravského knížete, který zabloudil na lovu. Vděčný kníže pozval Velena na hrad Špilberk, oplatil mu jeho pohoštění a za odměnu jej povýšil do šlechtického stavu. Do erbu mu dal bílý sedmizubý hřeben v červeném poli, protože tímto hřebenem Velen knížeti rozčesal umyté vlasy, když ho u sebe hostil. Také mu věnoval velké území, kde si na jednom z kopců Velen začal budovat hrad. Velen dlouho nevěděl, jak hrad pojmenovat, ale poté, co v hradní komnatě zakopl o práh a srazil si palec, zanaříkal „Už nikdy nebudu chodit bosko-více.“ A tak byl hrad nazván Boskovice. Rovněž město, které vzniklo pod hradem se začalo takto nazývat.

### Páni z Boskovic (1222–1389)

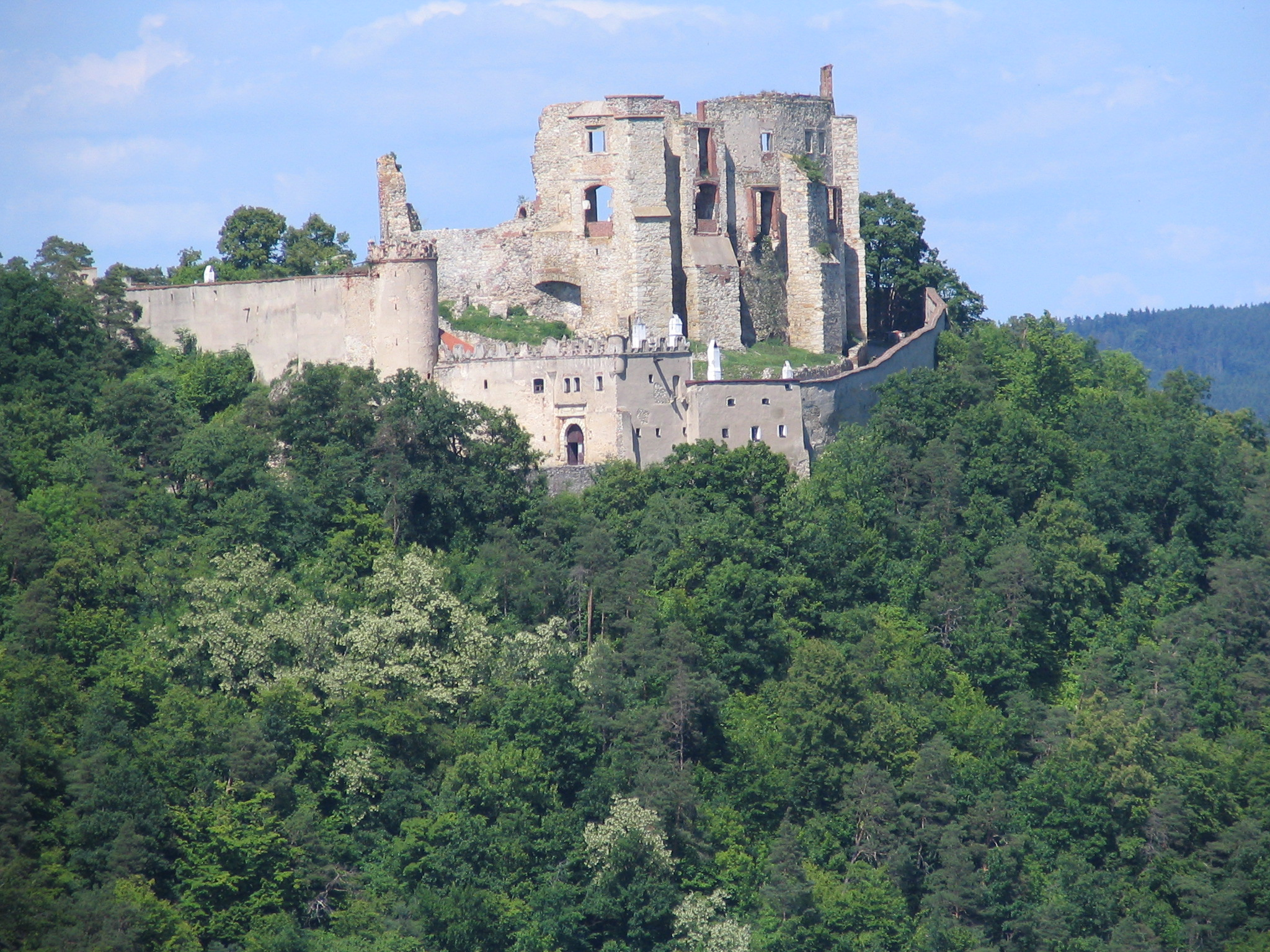
Zřícenina hradu Boskovice

Hrad byl založen pravděpodobně už v první polovině 13. století (první písemná zmínka o boskovickém hradu je však až z roku 1312). K roku 1222 je znám šlechtic Jimram z Boskovic (zmínka v listině českého krále Přemysla Otakara I.), který však patrně sídlil na opevněném sídle, které stálo na místě zvaném Bašta, případně někde jinde. Po něm vlastnil hrad jeho syn Lambert z Boskovic, který založil roku 1230 v Brně minoritský klášter. V letech 1250–1255 jsou v listinách jmenováni synové Lamberta, Velen a Jimram z Boskovic.
Další zmínka o rodu pánů z Boskovic je až z roku 1297 a týká se Oldřicha z Boskovic, který byl za krále Václava II. jmenován královským hejtmanem v Polsku. Pravděpodobně ještě původní boskovický hrad byl roku 1312 dobyt vojskem krále Jana Lucemburského, během jeho tažení na Moravu, proti vzpurným šlechticům. Mezi ty patřil i majitel hradu a zdejšího panství Arkleb z Boskovic. Na přímluvu panstva (mj. Jindřicha z Lipé, Oldřicha z Lichtenburka) král Arklebovi odpustil a jeho majetek mu roku 1313 vrátil. Ten postavil nové sídlo na místě současného hradu, také obnovil vyhořelý minoritský klášter v Brně a mimo jiné získal titul olomouckého komorníka. Zemřel v roce 1342 a po něm přebral panství jeho syn Ješek z Boskovic. Ten byl významnou osobností na dvoře moravského markraběte Jana Jindřicha. Roku 1353 byl zvolen nejvyšším komorníkem moravského zemského soudu. Za Ješka z Boskovic došlo k rozmnožení statků rodu pánů z Boskovic. Ješek získal hrad v Černé Hoře. Ješek umřel v roce 1363 a dědicem boskovického panství se stal jeho syn Oldřich z Boskovic, u něj jsou historické zprávy kusé a mnohdy se rozcházejí, jisté není ani datum úmrtí (jsou uváděny roky 1389, 1400, 1407).
V moravských markraběcích válkách, které probíhaly na sklonku 14. století a začátku 15. století se Oldřichův syn, majitel hradů Boskovice, Vraní Hora a Vícov Jan Ozor z Boskovic postavil proti markraběti Joštovi. Jan Ozor z Boskovic stál na straně mladšího markraběte Prokopa a ničil majetky jeho staršího bratra Jošta. Což mělo za následek trestnou výpravu, kterou roku 1389 podnikl markrabě Jošt proti hradům Jana Ozora. Všechny hrady byly dobyty a Jan Ozor z Boskovic zahynul při obraně svého sídelního hradu Boskovice. Jiná literatura uvádí, že měl zemřít až roku 1401.

### Páni z Kunštátu a Poděbrad (1398–1458)

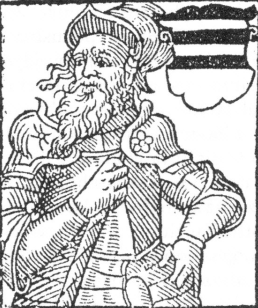
Viktorín Boček z Kunštátu a Poděbrad

Markrabě Jošt zničený hrad zabavil a roku 1398 ho přidělil svému straníkovi a vyjednávači Erhartovi z Kunštátu s povolením, že ho může obnovit. Erhart z Kunštátu během moravských markraběcích válek získal značný majetek, mimo panství Boskovice to byl i hrad Bouzov, později získal majetek v jihočeské Bechyni a také hrad Malenovice na Zlínsku. Erhart starší z Kunštátu zemřel roku 1406 a svému synovi Erhartovi mladšímu z Kunštátu odkázal osm hradů, tři města, osm městeček a 160 vesnic. Erhart mladší z Kunštátu umřel roku 1414, aniž by zanechal jakýchkoliv potomků. Jím vymřela kunštátská větev a majetek se dostává do rukou poděbradské větve.
Na počátku husitských válek držel Boskovice Viktorín Boček z Kunštátu a Poděbrad, který byl významný velitel husitských vojsk a otec pozdějšího českého krále Jiřího z Poděbrad. Viktorín měl blízko k Janu Žižkovi, podle historických pramenů patřil mezi vykonavatele Žižkovy poslední vůle. Na začátku husitských válek boskovický hrad zřejmě dobylo a obsadilo vojsko biskupa Jana Železného, který byl zásadní odpůrce učení mistra Jana Husa (účastnil se jako Husův žalobce koncilu v Kostnici). Po vypuknutí husitských válek se stal jedním z úhlavních nepřátel husitů. Vedl svá vojska na koni v brnění do boje, a proto dostal přízvisko Železný. V Čechách byl nenáviděn a kališnická šlechta mu plenila statky. V důsledku jeho boje proti husitům na Moravě husitství nezapustilo takové kořeny jako v Čechách. Roku 1423 proti němu uspořádali husité výpravu na Moravu a následujícího roku 1424 byl boskovický hrad znovu husity dobyt a poté zůstal v rukou pánů z Kunštátu.
Roku 1437 přešlo boskovické panství i s hradem do vlastnictví Jiřího z Poděbrad.

### Páni z Boskovic (1458–1547)

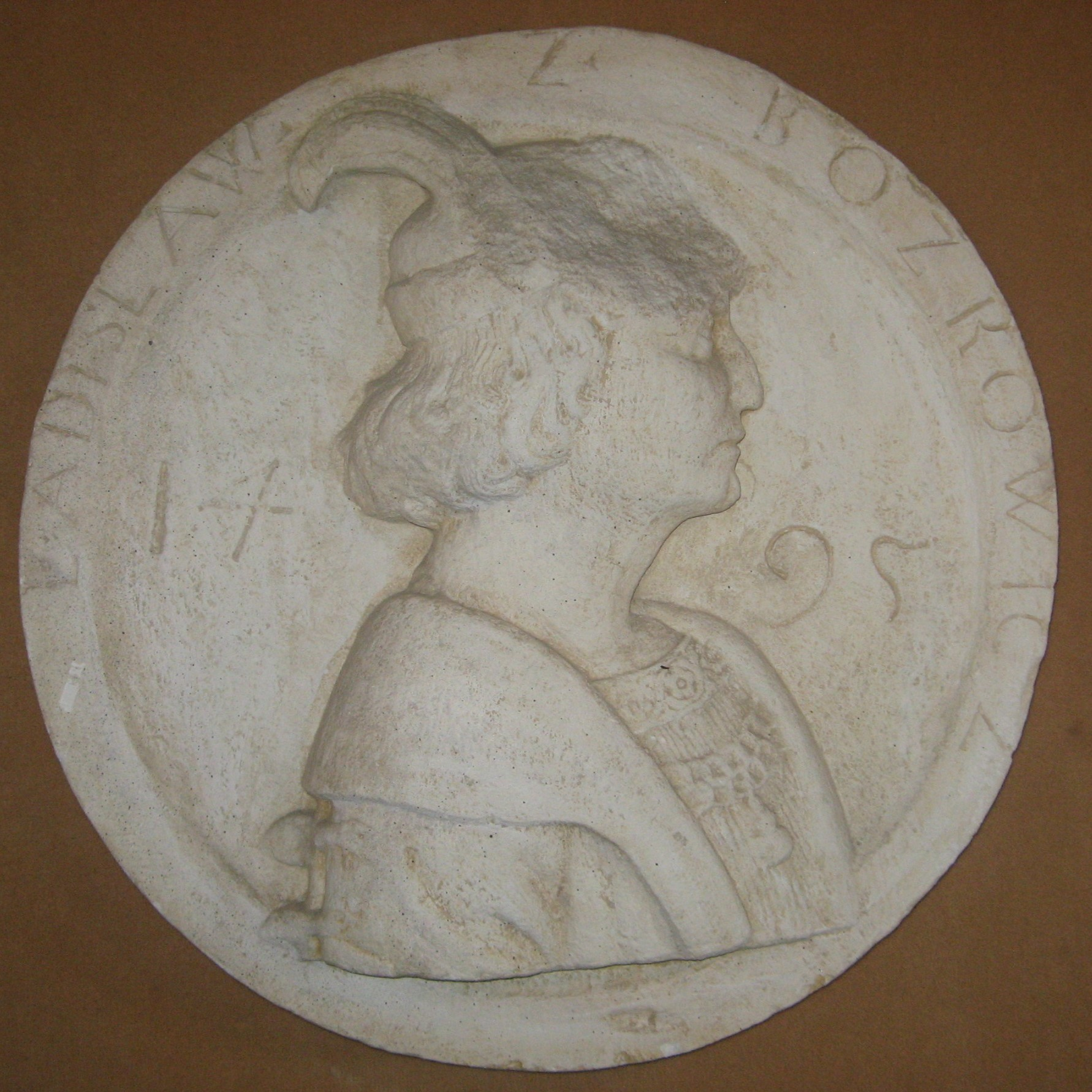
Ladislav z Boskovic

Jiří z Poděbrad roku 1458 vrátil boskovické panství s hradem jako úhradu dluhů Vaňkovi Černohorskému mladšímu z Boskovic. A tak se boskovický hrad opět vrátil do rukou původních majitelů, pánů z Boskovic. Vaněk se pohyboval ve vysoké politice, dosáhl funkce nejvyššího komorníka moravského zemského soudu a působil v blízkosti českého krále Ladislava Pohrobka. Doprovázel jeho sestru Alžbětu ke sňatku s polským králem Kazimírem. Vaněk se též účastnil bojů proti Turkům, kteří ohrožovali Evropu. Podařilo se mu rozšířit své majetky o hrady Cimburk, Louka a vlastnil též Letovice. Vaněk Černohorský zemřel roku 1465 nebo 1466 a panství Boskovice po něm získal jeho nejstarší syn Václav z Boskovic, který zastával funkce komorníka olomouckého soudu a zemského hejtmana. Po jeho smrti v roce 1482 převzal rodové sídla v Boskovicích jeho syn Jaroslav z Boskovic. Ten se během války Jiřího z Poděbrad s Matyášem Korvínem stal stoupencem uherského krále. Ve službách Matyáše Korvína učinil obrovskou kariéru a stal se z něj Matyášův tajný rada a kancléř. Světlou budoucnost mu překazila dělová koule, která vletěla do stanu krále Matyáše při obléhání hradu Ebersdorfu v lednu roku 1485. Jaroslav byl nařčen ze zrady, mučen a krátce na to ve Vídni popraven.

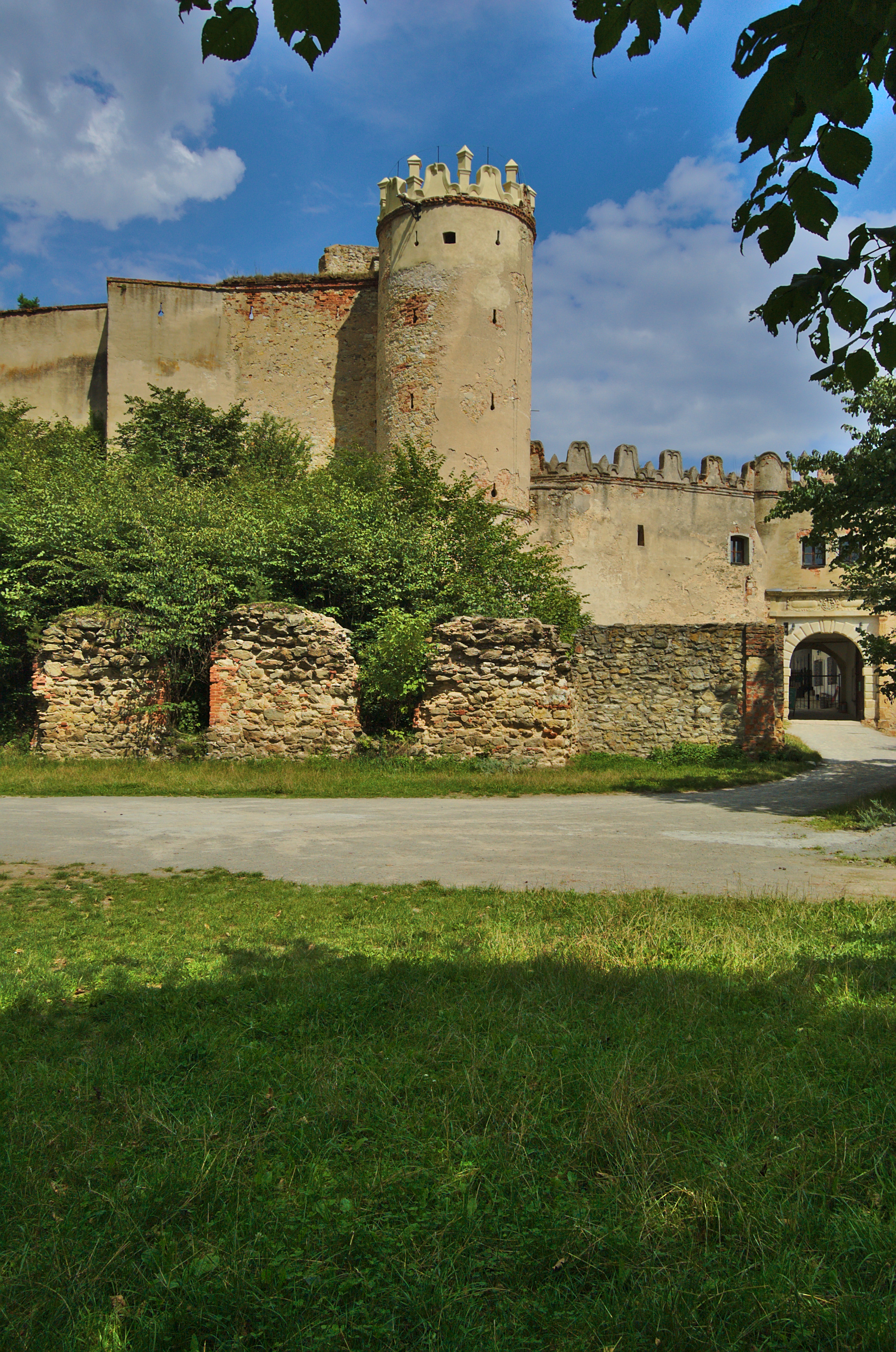
Věž a brána

Po Jaroslavovi z Boskovic se ujal rodového panství jeho bratr Ladislav Velen z Boskovic, který se stal jednou z nejvýraznějších postav rodu pánů z Boskovic. Byl velice vzdělaným mužem, na jeho výchově měl podíl jeho strýc, olomoucký biskup Tas z Boskovic. Ladislav studoval na univerzitách v Itálii, zde se seznámil s uměním i s klasickou literaturou. Oblíbil si historii, zeměpis, fyziku, vynikal v latině a řečtině, psal knihy a básně. Na svých cestách navštívil Itálii, Afriku a Přední východ. Z cest si dovezl mnoho uměleckých předmětů, vzácných rukopisů a přístrojů. Po návratu ze studií a cest se vydal na duchovní dráhu. V roce 1480 se stal kanovníkem v Olomouci. Po násilné smrti svého bratra Jaroslava z Boskovic byl na svoji žádost propuštěn z kněžského stavu a ujal se správy rodového majetku. Ladislav postupně přesunul své sídlo do Moravské Třebové (uváděl se též přídomkem Třebovský), kde nechal vystavět renesanční zámek, jehož součástí byla i jedna z největších knihoven v Čechách a na Moravě té doby. Na zámku hostil i českého krále Vladislava II. Ladislav z Boskovic patřil k nejvlivnějším mužům v českých zemích, úřad nejvyššího komorníka spravoval v letech 1496–1506 a poté znovu od roku 1516 až do své smrti. Podporoval stavební aktivity v Moravské Třebové, Boskovicích a Chornici. Za zásluhy obdržel od krále Vladislava II. hrad Úsov a město Litovel. Jeho panství mělo rozlohu 190 000 jiter. Ladislav Velen z Boskovic zemřel roku 1520 v Letovicích.
Manželka Ladislava z Boskovic, Magdalena Berková z Dubé roku 1527 prodala podíl na správě boskovického panství synu Kryštofovi z Boskovic. I ten podobně jako otec zastával vysoké úřady nejvyššího komorníka a moravského zemského hejtmana. Na boskovickém hradě byly za jeho působení prováděny rozsáhlé stavební úpravy. Náklady na opravu hradu, ale především jeho pořádání výpravy do Uher na obranu proti tureckému nebezpečí ho finančně vyčerpaly. V roce 1544 proto prodal panství Letovice. Z utržených peněz o rok později ještě financoval koupi svojanovského panství. Ale v roce 1547 byl nucen prodat rodové sídlo pánů z Boskovic s městem a s mnoha vesnicemi rozsáhlého panství, zbohatlému důlnímu podnikateli Šimonu Ederovi ze Štiavnice. Kromě toho prodal i hrad Cimburk s panstvím, Úsov a Litovel. Kryštof z Boskovic zemřel o tři roky později roku 1550.

### Ederové ze Štiavnice (1547–1567)
Ederové ze Štiavnice pocházeli ze stejnojmenného slovenského města, které se nacházelo v Královském Uhersku. Původně byli hornickou měšťanskou rodinou. Šimon Eder zbohatl na dolování rud a roku 1545 byl povýšen do rytířského stavu. Na Moravě zastával úřad královského hejtmana. Za jeho působení začala přestavba hradu v renesančním slohu. Pokusil se o dolování rud i na boskovickém panství, konkrétně v kopci naproti hradu, o kterém místní pověsti říkaly, že je v něm zlato. Dolování ale bylo neúspěšné. Podle pověsti se traduje, že při dolování objevili jen několik hrudek zlata, které stačily na vyražení jedné mince, a proto se kopci naproti hradu začalo říkat Zlatník. Šimon Eder se v Boskovicích moc nezdržoval, a když roku 1567 zemřel, tak jeho syn Vít Eder prodal boskovické panství Jarošovi ze Zástřizl.

### Páni ze Zástřizl (1567–1690)

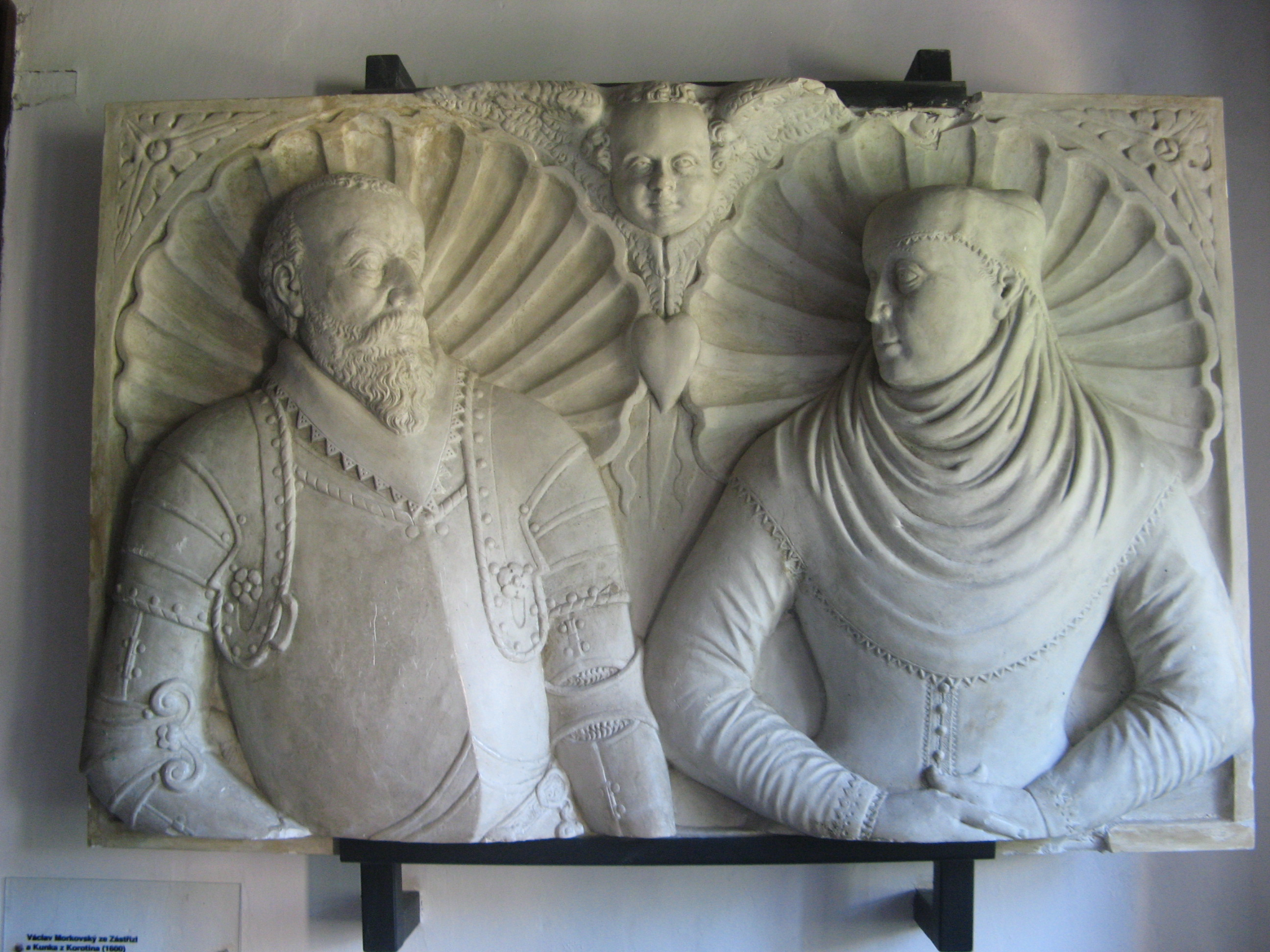
Václav Morkovský ze Zástřizl a Kunka z Korotína

Jaroš ze Zástřizl pokračoval na hradě v díle Ederů. Postavil renesanční věž hlásku a nový portál hlavní brány, na kterém je dodnes vidět vytesaný zástřizlovský erb. Byl dvakrát ženat a měl sedmnáct dětí. Velice finančně podporoval Jednotu bratrskou a daroval ji dům v Roženné ulici. Zemřel roku 1583 a je pochován v kostele sv. Jakuba v Boskovicích.
Po Jarošovi ze Zástřizl se ujímá panství jeho nejstarší syn Václav starší Morkovský ze Zástřizl, ten dokončil přestavbu boskovického hradu v renesančním slohu, mj. zde vybudoval velkou zbrojnici a proslulou se stala zdejší velká knihovna. Umřel roku 1600 bezdětný a své ženě Kunce z Korotína nechal zadlužené panství, po její smrti v roce 1607 se novým majitelem stal Bohuše ze Zástřizl, bratr Jaroše ze Zástřizl. Bohuš ze Zástřizl byl roku 1606 povýšen do panského stavu.
Po smrti Bohuše ze Zástřizl v roce 1612 získal panství Václav mladší Morkovský ze Zástřizl, který byl zemským soudcem. Václav mladší se vzdal víry svých předků a přestoupil ke katolictví, které se na svém panství snažil podporovat tím, že sem pozval roku 1613 katolického kněze Jana Sarkandera a jezuity. Výsledky jejich působení byly nepatrné, a proto Boskovice po dvou letech opustili. Během stavovského povstání se Václav mladší Morkovský ze Zástřizl dočasně přidal ke stavovské opozici, ale po porážce stavů přešel na císařskou stranu. Od roku 1632 spravovala panství vdova po Václavovi mladším Morkovském ze Zástřizl Alžběta Pruskovská z Pruskova a po ní převzal panství ve špatném stavu po třicetileté válce roku 1647 Jan Bohuše ze Zástřizl. Ten ve městě vybudoval dominikánský klášter a panský pivovar. Zemřel bezdětný roku 1687 a jím vymřel zástřizlovský rod po meči.

### Ditrichštejnové (1690–1856)

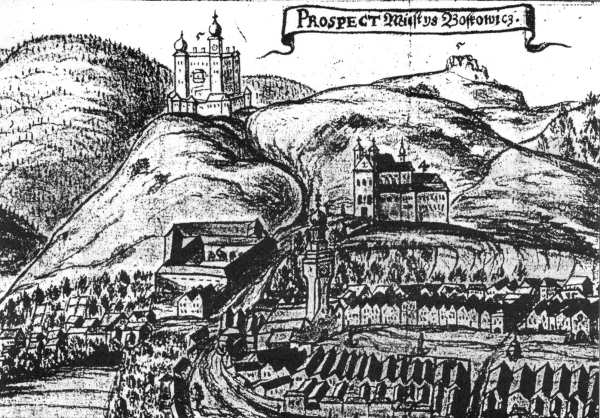
Boskovický hrad, bašta, klášter a město v první čtvrtině 18. století

Roku 1690 se vdova po Janu Bohuši ze Zástřizl, Zuzana Prakšická ze Zástřizl vdala za o 26 let mladšího Waltera Xavera z Ditrichštejna (1664–1738), který tak vyženil boskovické panství i s hradem. Walter Xaver z Ditrichtštejna byl posledním majitelem, který na hradě do roku 1720 bydlel. Protože hrad v této době přestal vyhovovat nárokům na bydlení nechal Walter Xaver z Ditrichtštejna vybudovat nové sídlo v barokním slohu. Tím se stala tzv. rezidence na Hradní ulici, která byla dokončena v roce 1728. Samotný hrad poté sloužil k hospodářským účelům či jako kanceláře, od roku 1733 zde přebýval jen polesný. Ve 30. letech 18. století byla stržena střecha a hrad tak postupně začal chátrat a stal se zdrojem stavebního kamene pro výstavbu budov v Boskovicích. Úplně opuštěn byl roku 1784. Walter Xaver z Ditrichtštejna zemřel roku 1738, po něm byl dědicem mladší syn Jan Leopold z Ditrichštejna.
Poslední Ditrichtšejn na boskovickém panství František Xaver z Ditrichštejna vybudoval v Boskovicích empírový zámek a skleník a také letohrádek Na Rovné. Zemřel roku 1850 a jím vymřela po meči boskovická větev Ditrichštejnů. Boskovické panství postupně připadlo jeho dcerám Marii a Terezii.

### Mensdorff-Pouilly

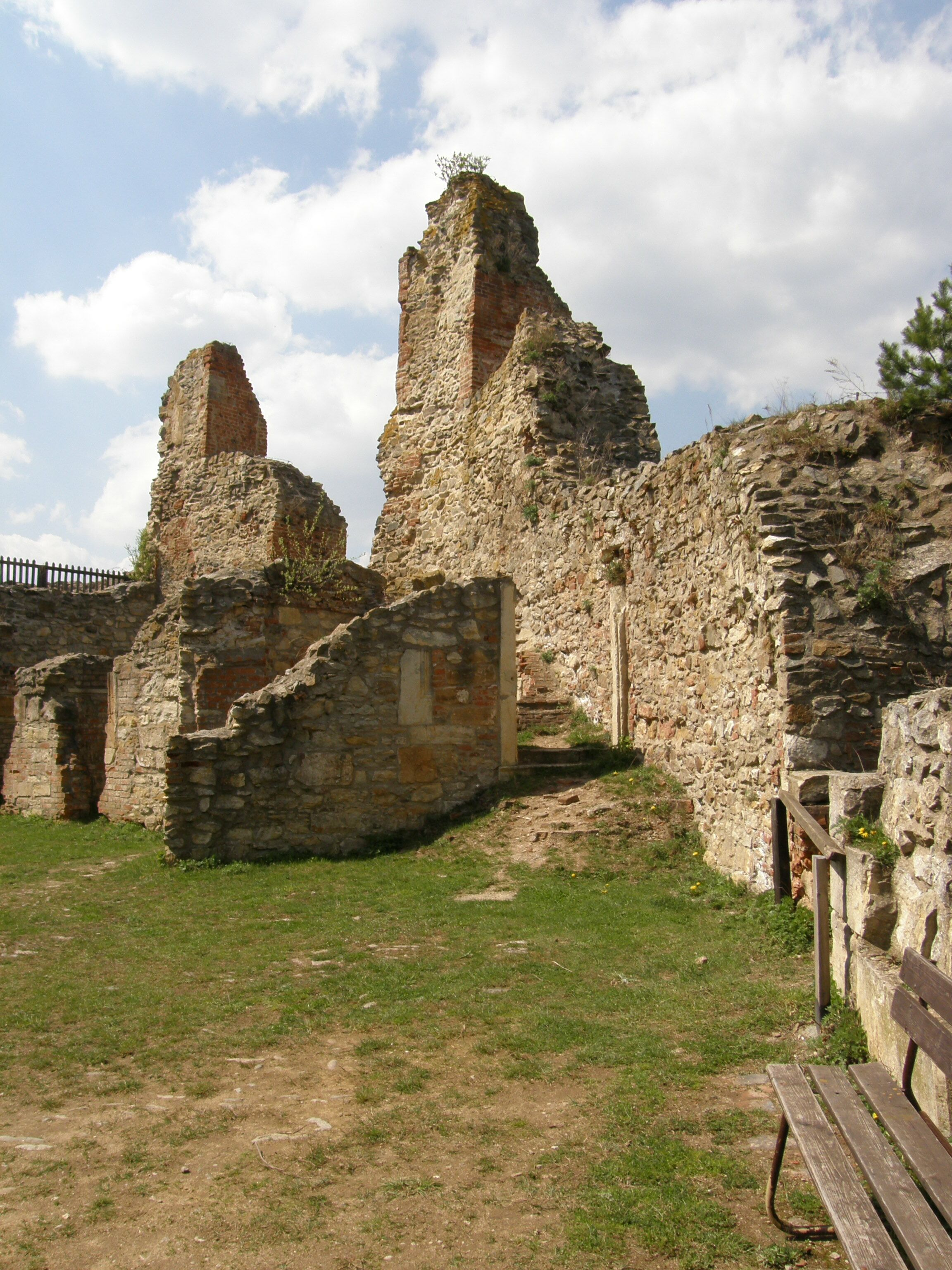
Vnitřní hradby

V roce 1843 se dědička boskovického panství Terezie z Ditrichštejna provdala za hraběte Alfonse Mensdorff-Pouilly. V roce 1856 Terezie zemřela a její dědictví se tak stalo majetkem rodiny Mensdorff-Pouilly až do roku 1950, kdy byl veškerý majetek, včetně hradu, rodině zabaven komunistickou mocí. Rodina Mensdorff-Pouilly jej zpětně získala v roce 1991 v rámci restitucí a vlastní jej dosud.

## Stavební podoba

### Studna

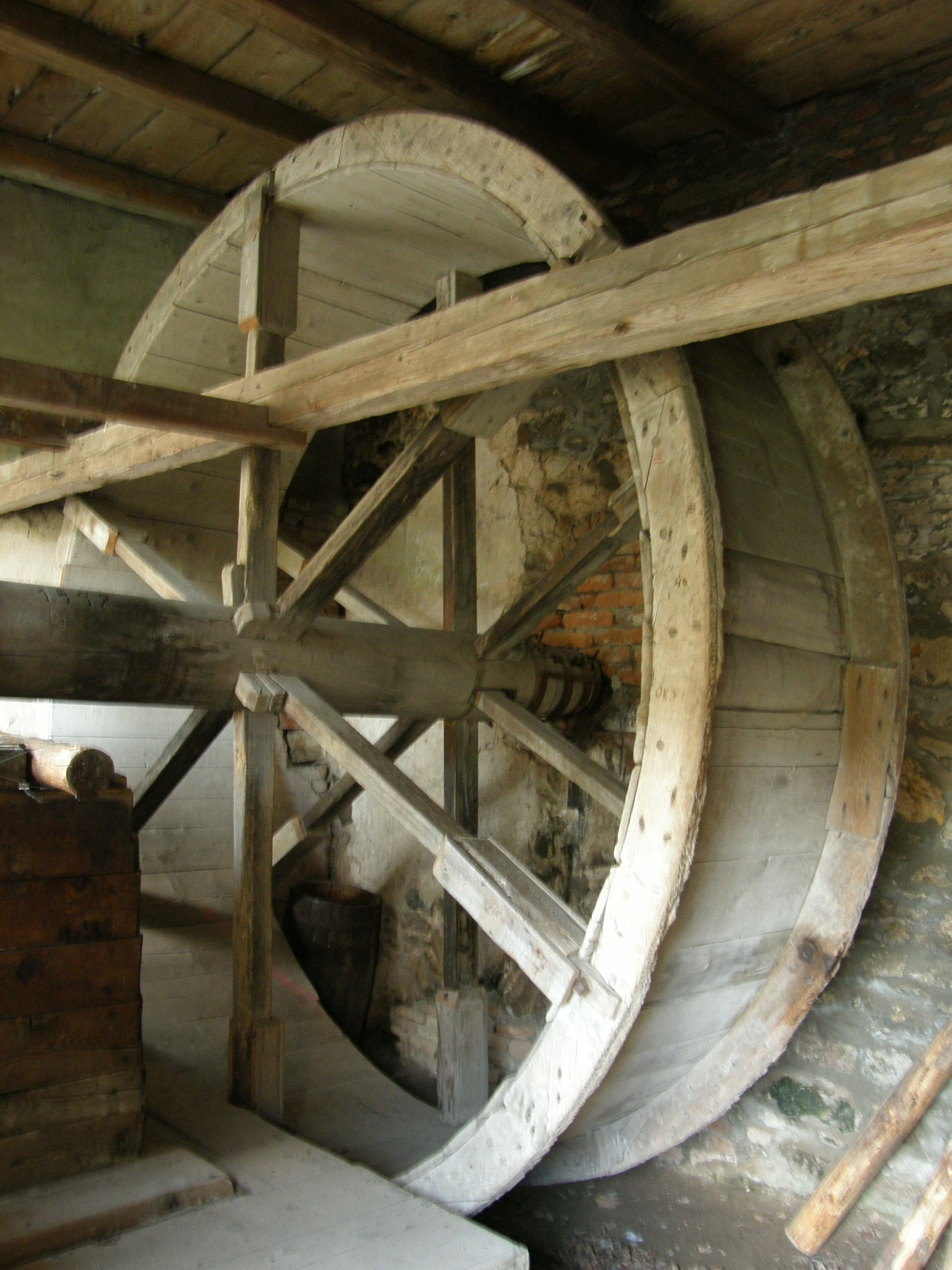
Dřevěné šlapací kolo hradní studny

Na hradě se nachází 26 metrů hluboká studna se šlapacím mechanismem ze 16. století, jediným funkčním v republice. Roubená studna se šlapacím kolem je stavebně technickou raritou. Na hřídel se původně natáčely protiběžně dva okovy. K pohonu studny slouží kolo, které má v průměru 3,6 metry. Tato studna bývala chodbou vytesanou ve skále propojena se studnou na vnější straně hradeb. Přívod vody byl narušen, vnější studna zasypána a voda sem dnes již nepřitéká.

### Bašta
S hradem je úzce spojena nedaleko situovaná bašta. Jedná se pravděpodobně o předsunuté opevnění, vzniklé v 15. a 16. století. Mimořádně velké opevnění se velikostí vyrovnalo samotnému hradu. Starší badatelé ji bez důkazu považovali za původní hrad rodu Boskoviců. Další, rovněž nepodložené hypotézy, tvrdí, že bašta byla založena ve 13. století, jiné tvrdí, že již v 11. století. Ani se zánikem nejsou sjednocené názory. Zmínky o zřícenině se objevují ve spisech z let 1567, ale i 1423. Roku 1703 při ohrožení vpádem Kuruců z Uher byla bašta ještě provizorně opevněna.

## Hrad ve filmu
V roce 1987 zde byly natáčeny záběry z koprodukčního miniseriálu Teta. V roce 1993 se na hradě natáčely záběry z pohádky Sedmero krkavců. Také se zde natáčel kriminální seriál Labyrint a komedie Martin a Venuše.

## Fotogalerie

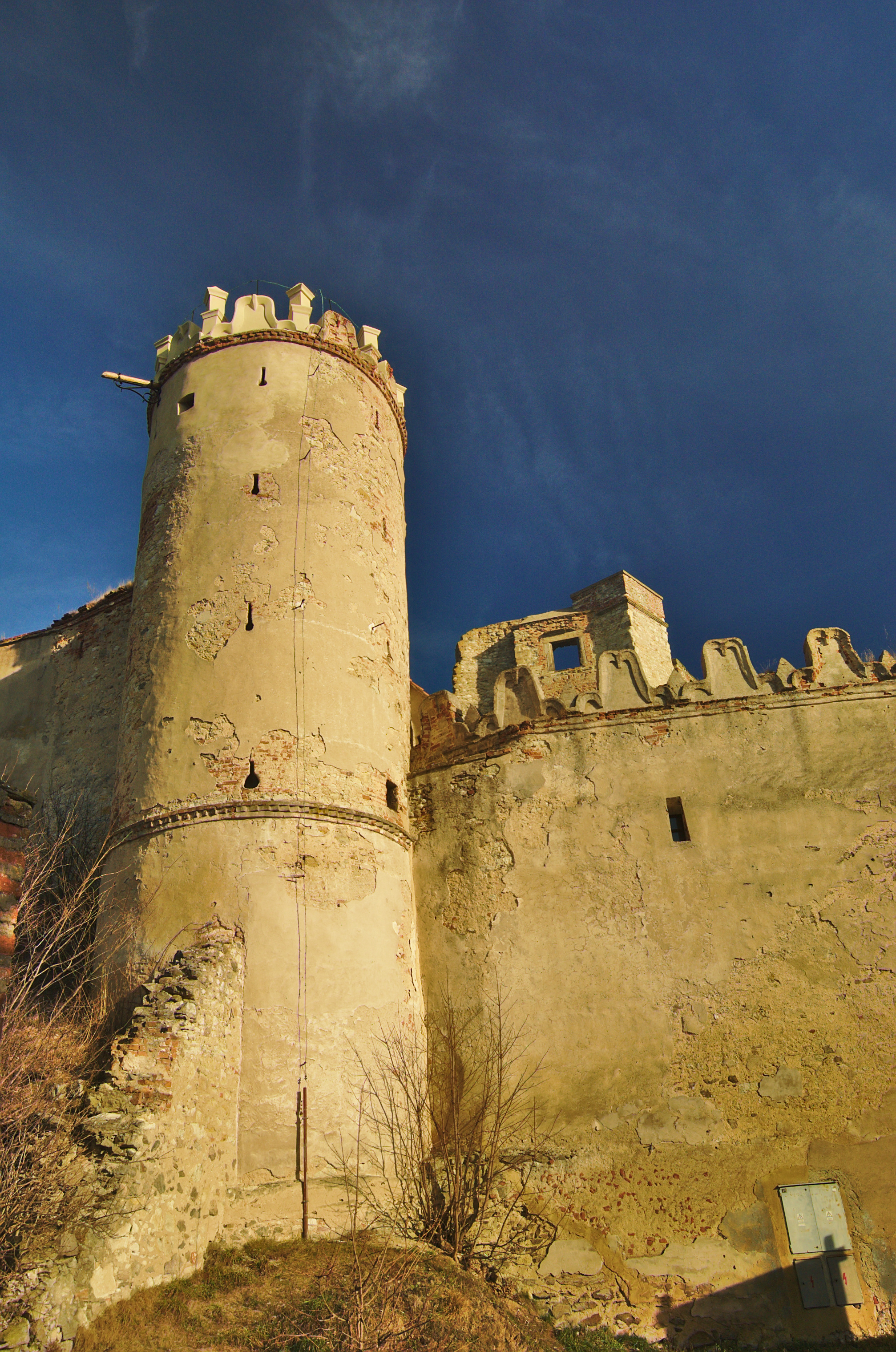
Věž v opevnění
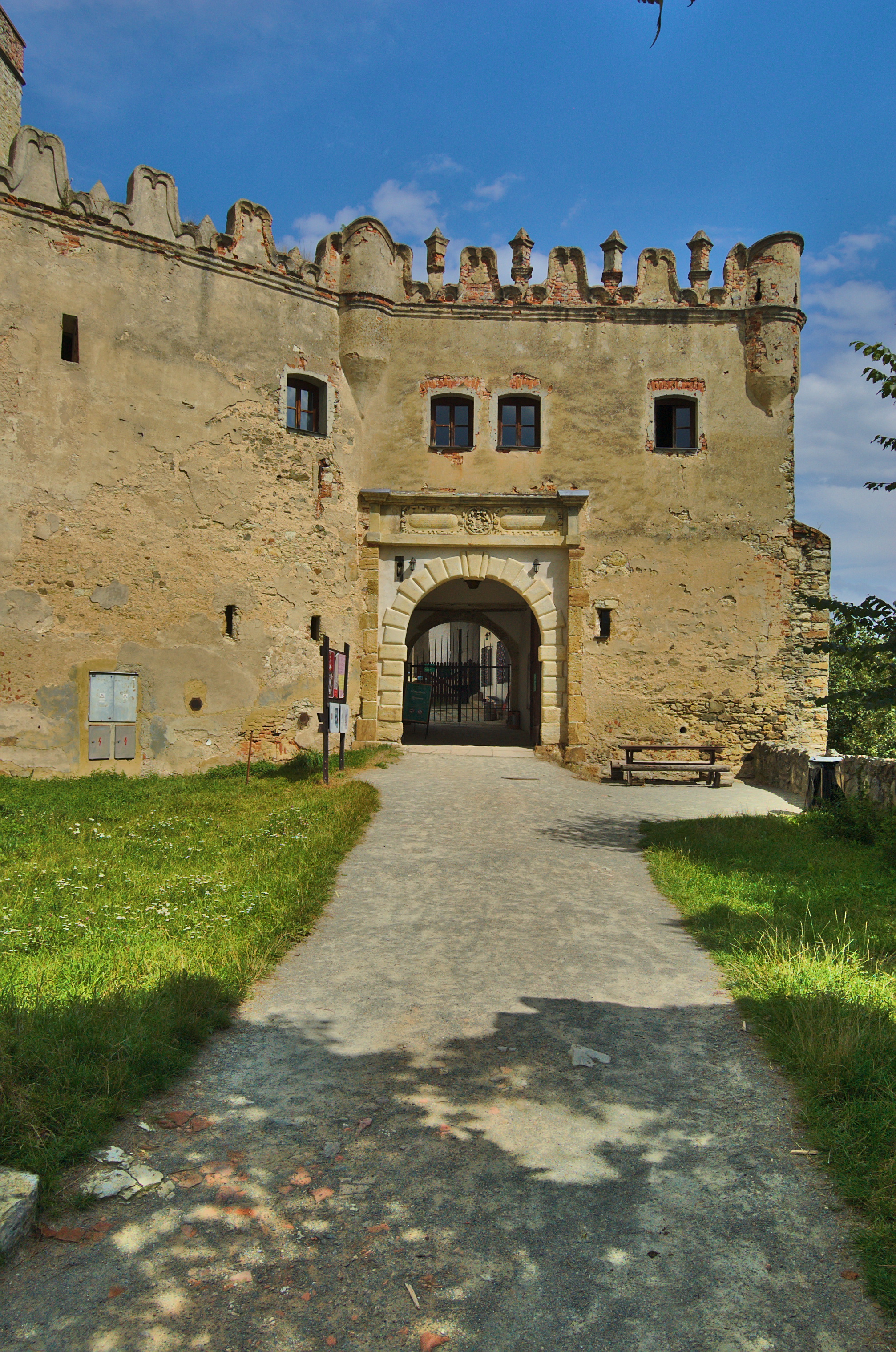
Brána
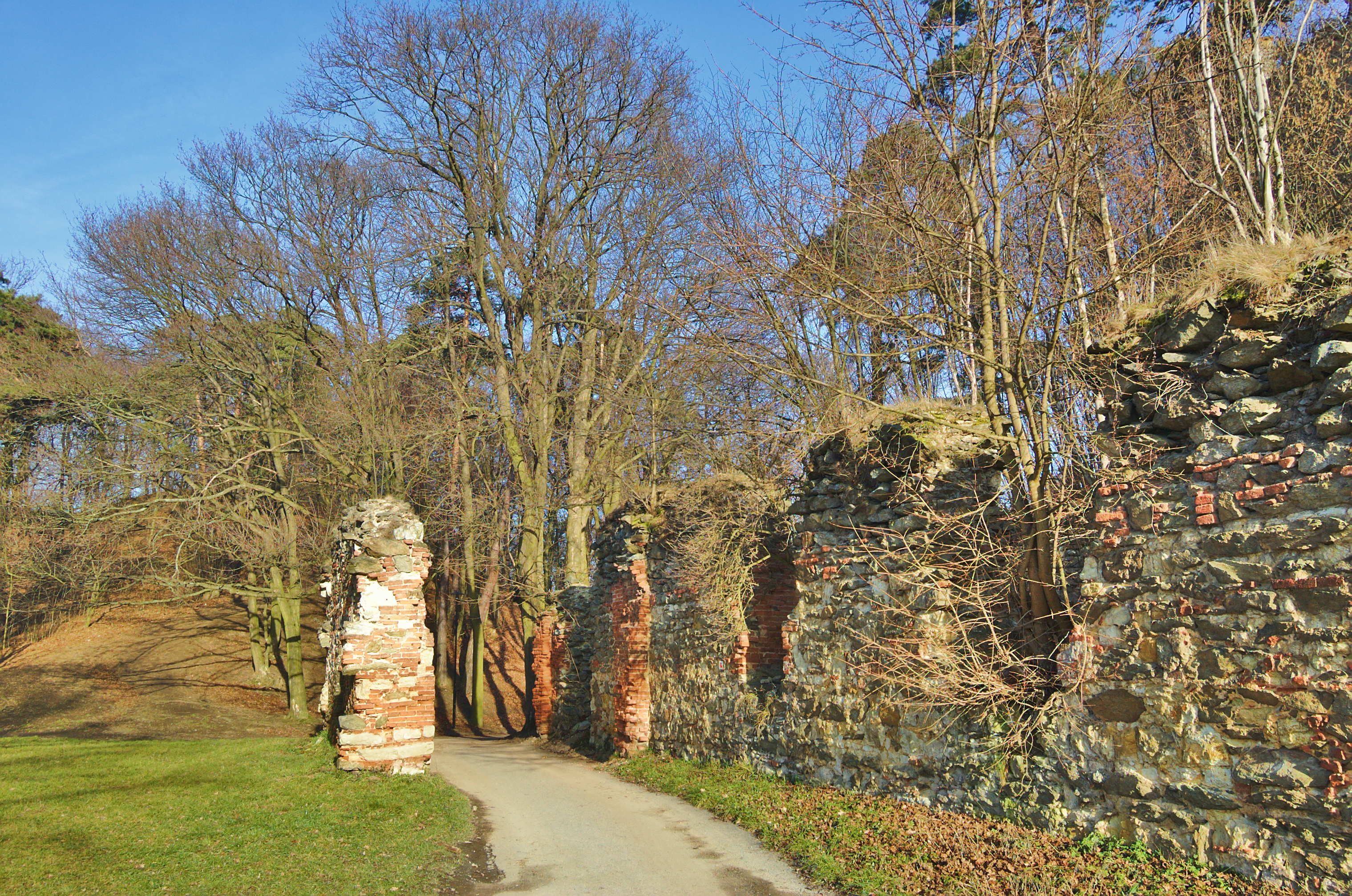
Hradby
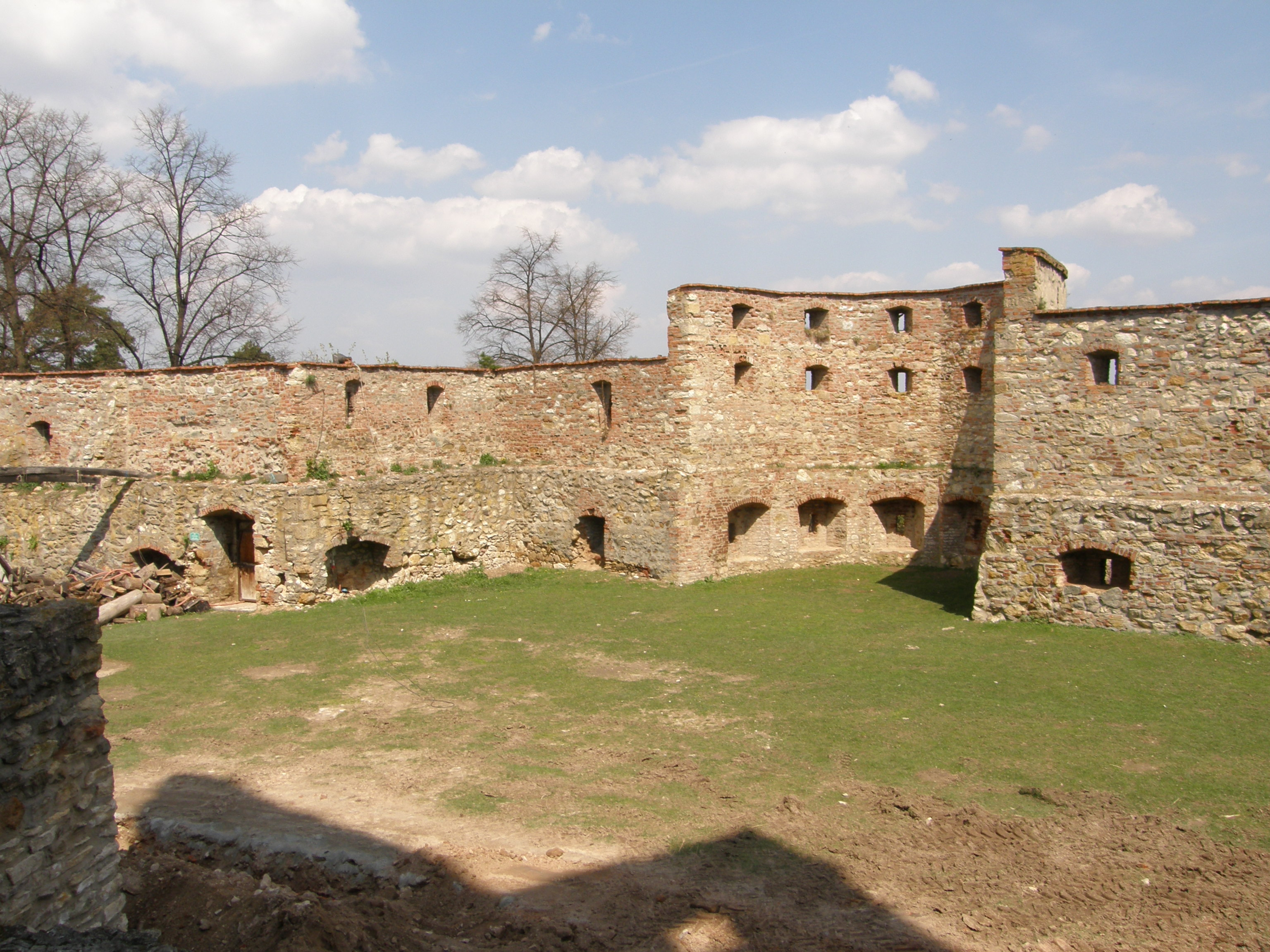
Vnitřní hradby
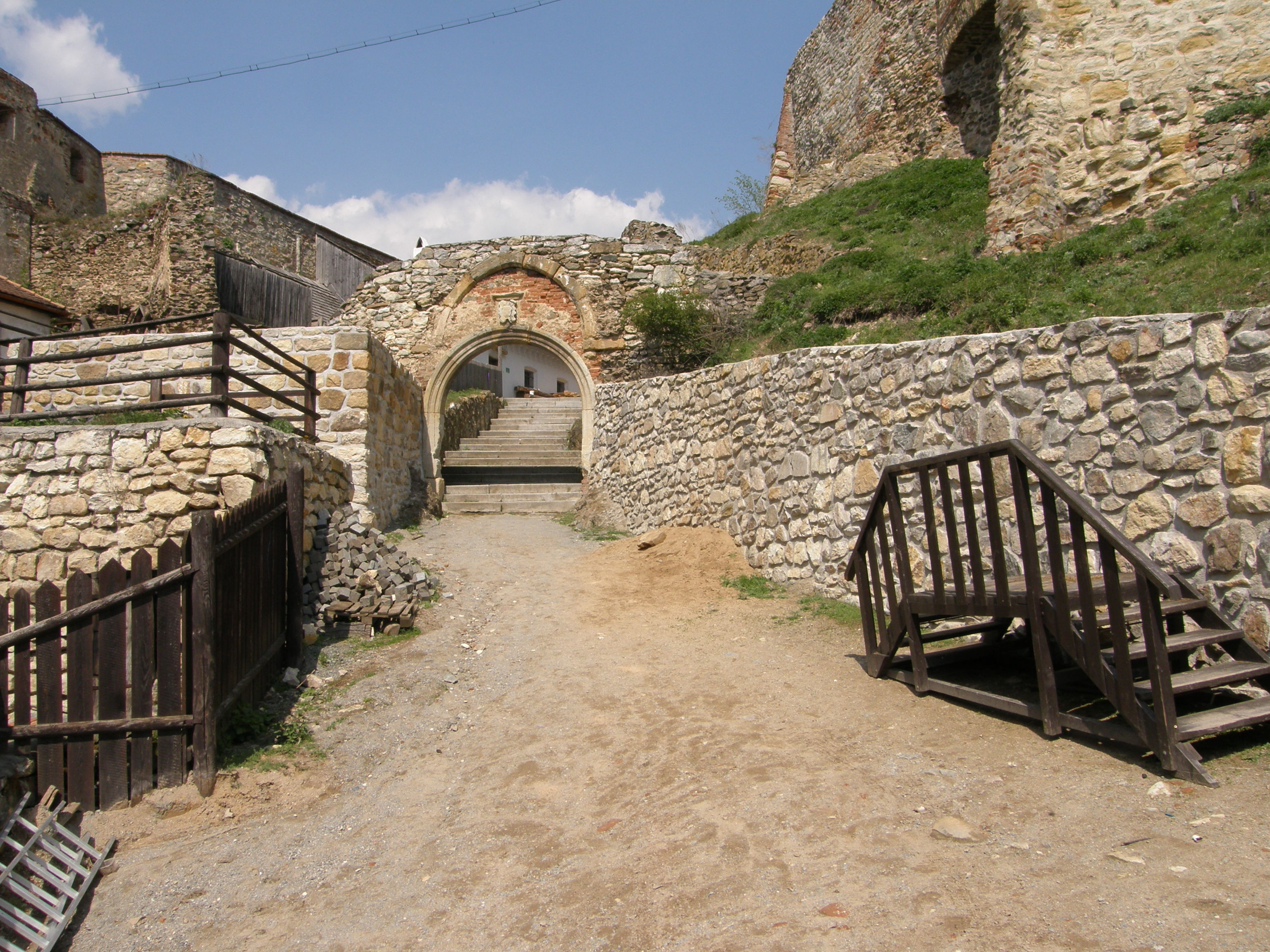
Vnitřní část hradu
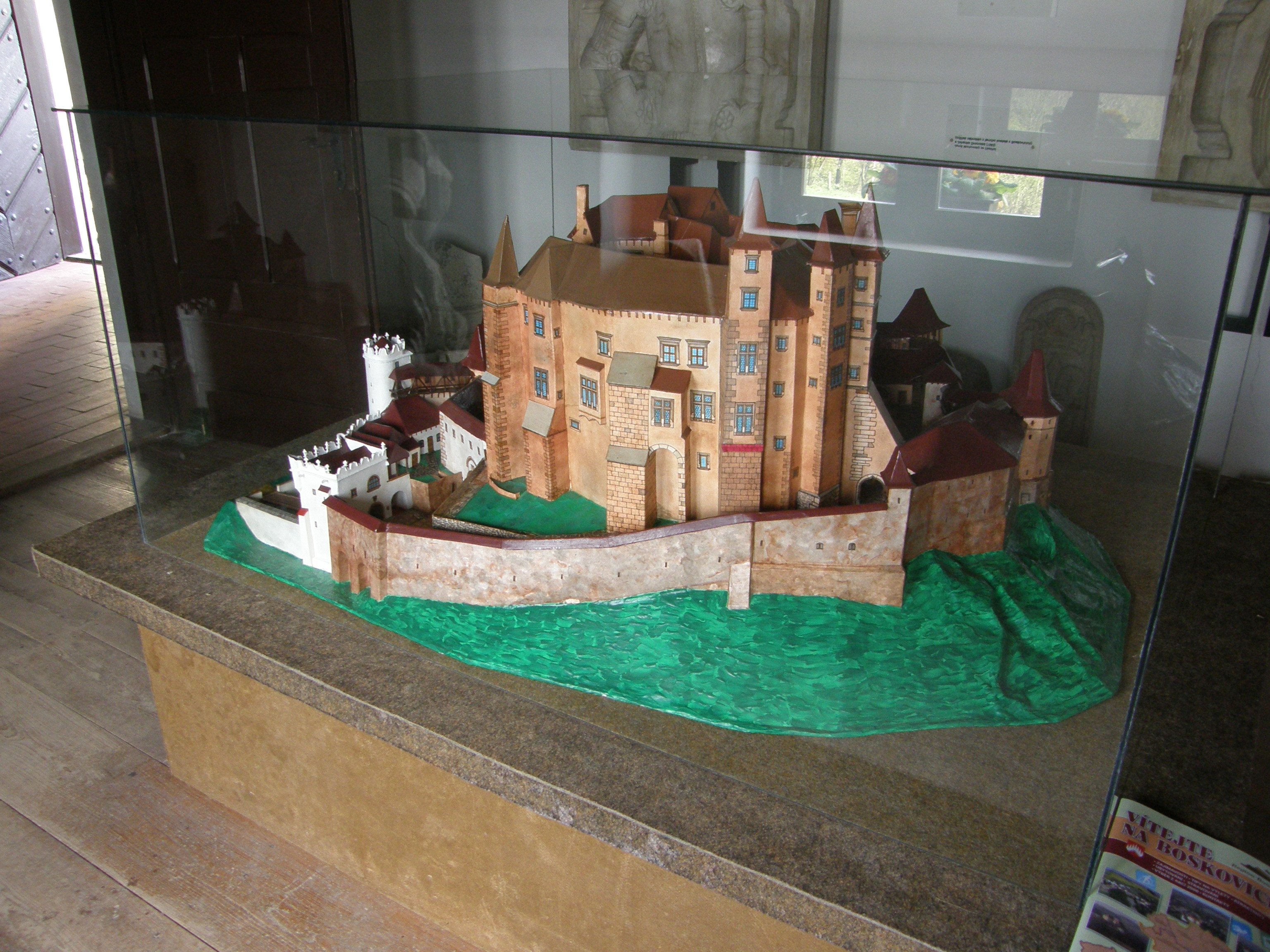
Papírová maketa původního hradu
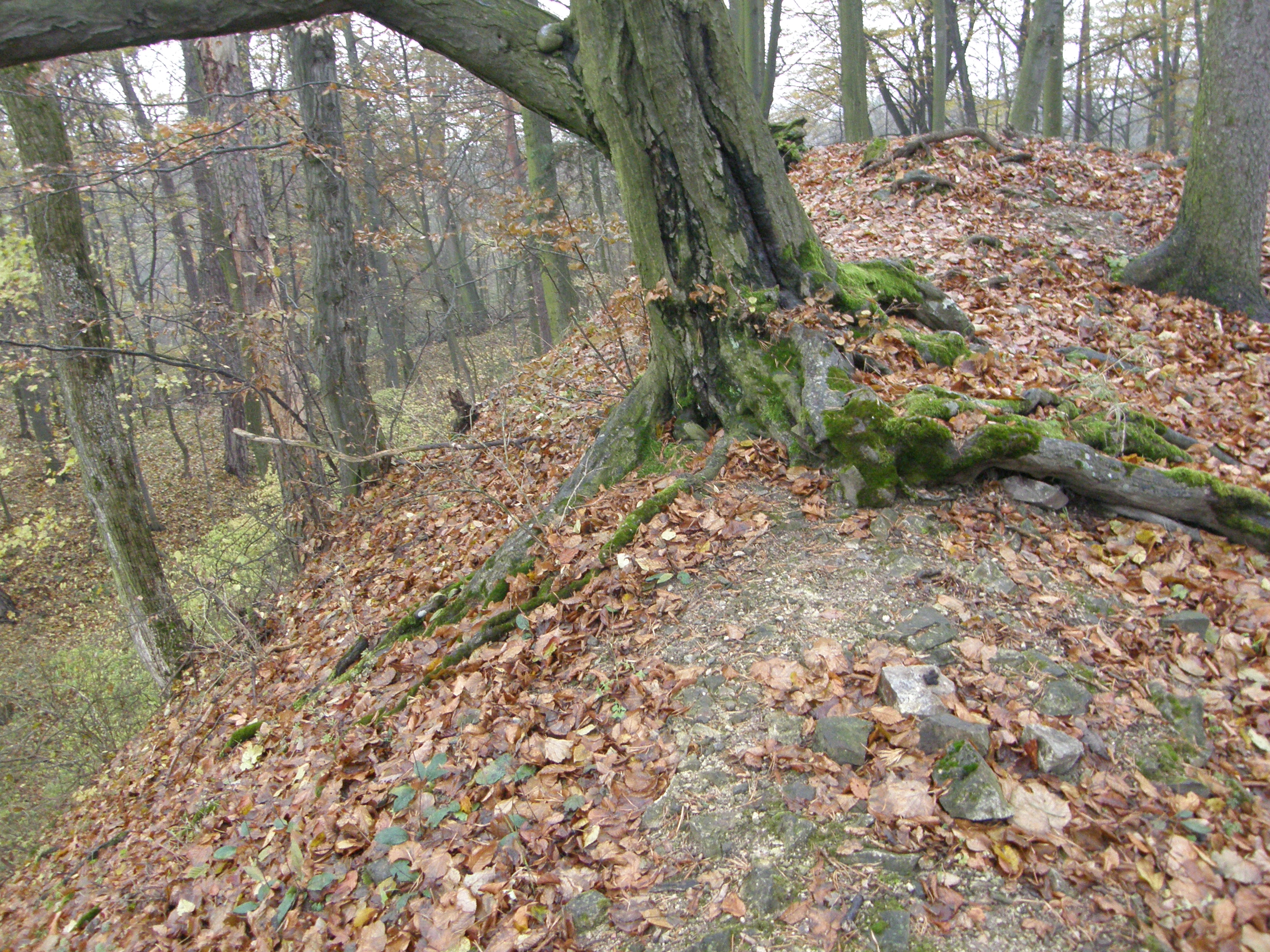
Předsunuté opevnění Bašta
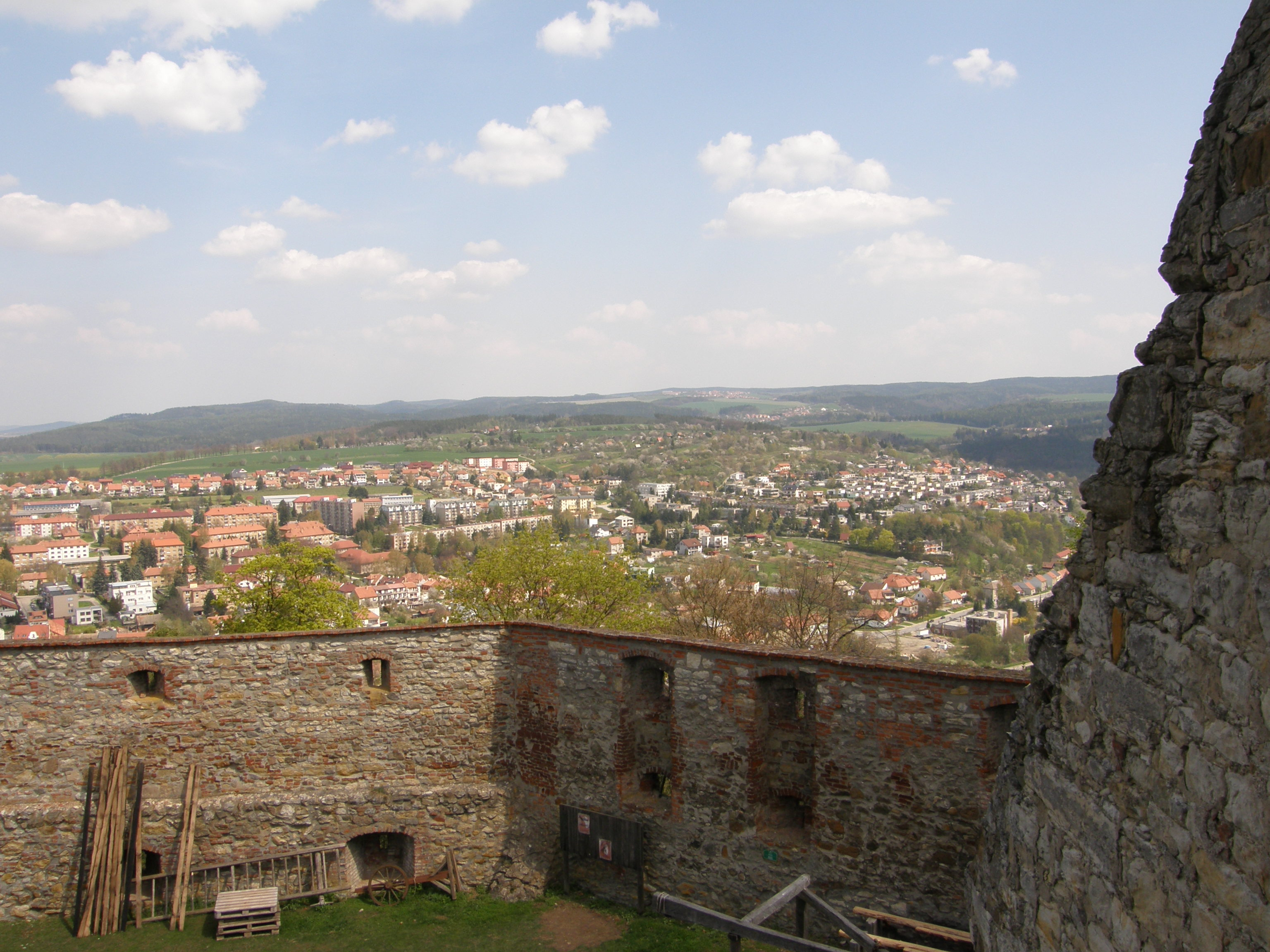
Pohled na město z hradu
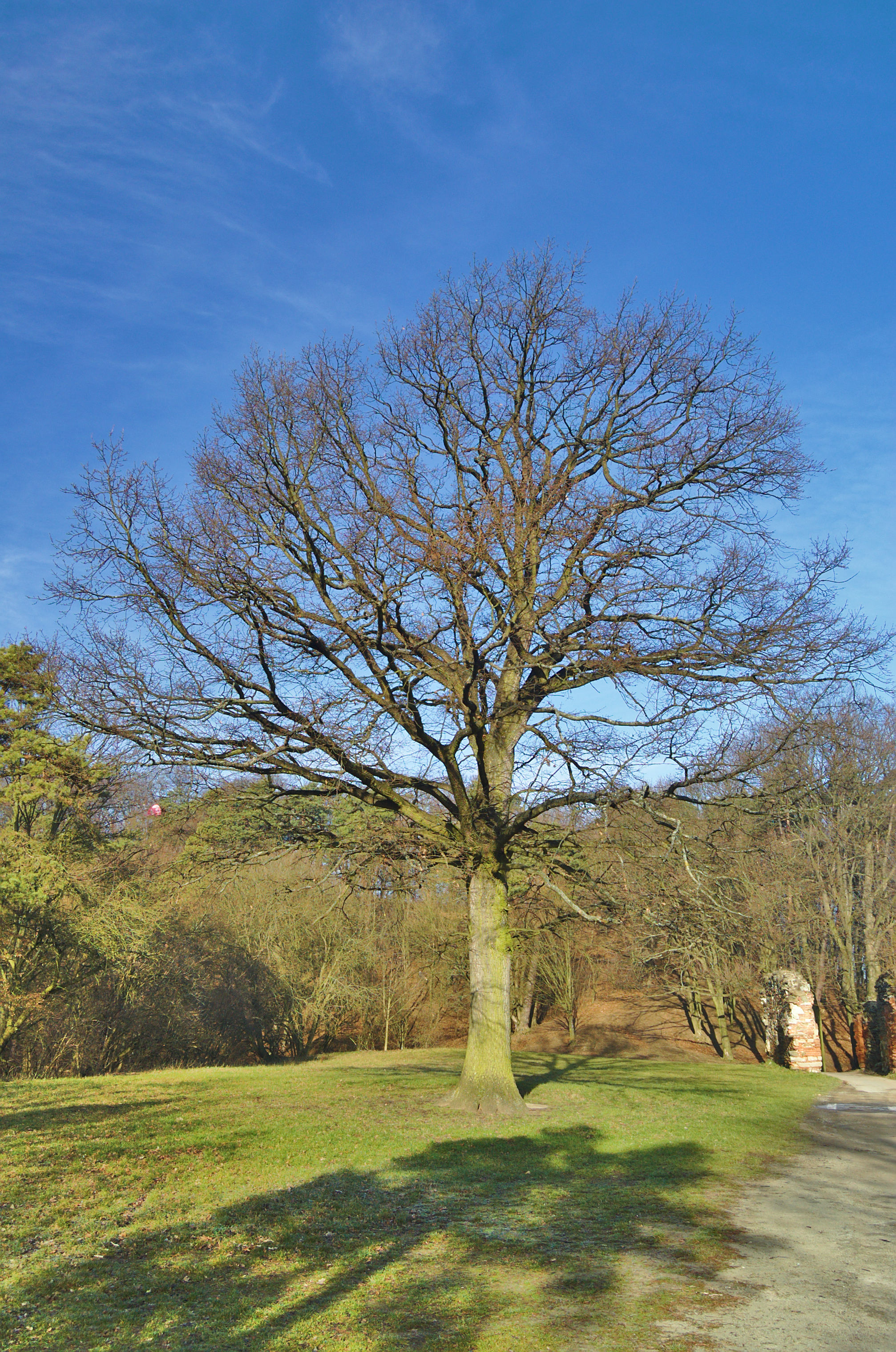
Chráněný dub na prostranství před hradem